# 제주특별자치도보훈청
제주특별자치도 보훈청(濟州特別自治道 報勳廳)은 국가를 위하여 희생하거나 공헌하신 국가유공자의 숭고한 정신을 선양하고 그 분들과 유가족의 영예로운 삶을 도모하기 위하여 보훈급여금 지급 등 국가보훈시책의 효율적인 집행을 도모하고, 아울러 보훈문화의 확산과 국민의 나라사랑정신 함양을 위하여 설립된 제주특별자치도 소속의 보훈 전문기관이다. 2006년 제주보훈지청의 보훈업무가 제주특별자치도로 이관되었으나 보훈청장은 국가보훈처와 인사교류를 통하여 영입함으로써 국가보훈처와의 긴밀한 협조체계를 구축하고 보훈정책의 통일성과 일관성을 갖추기 위하여 노력하고 있으며, 청장은 서기관(4급)으로 보한다. 청장을 포함하여 총27인(항일기념관 7인 포함)이 근무 중이며, 제주특별자치도 제주시 청사로 59(도남동)정부제주지방합동청사 3층에 위치하고 있다.

## 연혁
- 1991년 2월 1일 국가보훈처 제주보훈지청
- 2006년 6월 30일 제주특별자치도로 이관되어 제주특별자치도 보훈청 설립

## 조직

### 제주특별자치도 보훈청장
- 보훈과
- 보상과

## 소속기관
- 항일기념관

## 사건·사고 및 논란

### 보훈급여금 지급 관리 소홀
2011년 1월 7일 제주특별자치도 감사위원회는 2010년 10월 25일부터 29일까지 5일간 제주특별자치도 보훈청에 대해 실시한 종합감사결과를 발표했다.
감사 결과 보훈청의 가장 중요한 업무인 보훈급여금 지급과 관련해 소홀히 한 것이 드러났는데 국가유공자 자녀가 성년이 된 후 승계자녀 수당을 지급해야 함에도 재적수당으로 5명에게 보훈급여금 2248만원을 착오 지급했고, 3명에게는 무공명예수당·참천 명예수당을 기일 착오로 126만원을 부족하게 지급한 것으로 나타나 8명에게 2374만원을 추가 지급토록 조치했다.

## 같이 보기
- 대한민국 국가보훈처